# Sajyłyk (ułus ust-jański)
Sajyłyk (ros. Сайылык) – wieś w Rosji, w Jakucji, w ułusie ust-jańskim. W 2010 liczyła 771 mieszkańców.